# Schloss Monbijou
Schloss Monbijou var et slot i bydelen Mitte i Berlin, beliggende på Spreeøen lige ovenfor Berliner Dom. Det var et af Hohenzollernfamiliens slotte i Brandenburg-Preussen.
I 1649 befalede "den store kurfyrste", Frederik Vilhelm 1. af Brandenburg, at området skulle anlægges som en have med et lille sommerhus for hans gemalinde, kurfyrstinde Dorothea Sophie af Brandenburg. Fra 1700 blev havehuset udbygget til lystslot, som blev kaldt Mon Bijou (fransk for "min juvel"). Slottet blev fra 1712 residens for kronprinsessen, den senere dronning Sophie Dorothea af Preussen, som var gift med Frederik Vilhelm 1. af Preussen. I de følgende årtier blev slottet gennem talrige udbyggelser udvidet til den tidobbelte størrelse af den oprindelige bygning. Slottet havde en egen kaj ved Spree, da de kongelige ofte foretrak at komme med båd på kanalen frem for at bruge de humpede veje. I 1717 logerede zar Peter den store af Rusland i to dage på slottet med sin hofstat. Ifølge samtidige beretninger skal russerne have forladt slottet "i fuldstændig ruineret tilstand". Efter dronning Sophie Dorotheas død i 1757 var slottet i flere år ubeboet, før det i 1786 kom i besiddelse af dronning Friederike Louise af Preussen, Frederik Vilhelm 2.s gemalinde. Hohenzollernfamilien samlede i slottet en betydningsfuld maleri-, smykke- og porselænsamling. I 1877 bestemte kong Wilhelm 1. af Preussen at åbne Schloss Monbijou med 42 sale for offentligheden som Hohenzollernmuseum. Også efter at Tyskland og Preussen blev republikker i 1918 blev Hohenzollernmuseet beholdt. Under den anden verdenskrig blev slottet i maj 1944 ødelagt af et anglo-amerikansk bombeangreb. Under DDR-tiden blev ruinerne fjernet mellem 1959 og 1960, og slotsparken forvandlet til offentligt grøntareal. Området kaldes i dag Monbijoupark.
52°31′24″N 13°23′48″Ø / 52.5233°N 13.3967°Ø